# 孔达勒
孔达勒（法語：Condal，法語發音：[kɔ̃dal]）是法国索恩-卢瓦尔省的一个市镇，属于卢昂区。

## 地理
孔达勒（46°27'39"N, 5°16'54"E）面积16.43 平方千米，位于法国勃艮第-弗朗什-孔泰大區索恩-卢瓦尔省，该省份为法国中部省份，北起顺时针与科多尔省、汝拉省、安省、罗讷省、卢瓦尔省、阿列省和涅夫勒省接壤。
与孔达勒接壤的市镇（或旧市镇、城区）包括：博蓬、栋叙尔、圣阿穆尔、茹德、多马坦莱屈索、瓦雷訥聖索沃爾、巴拉诺。

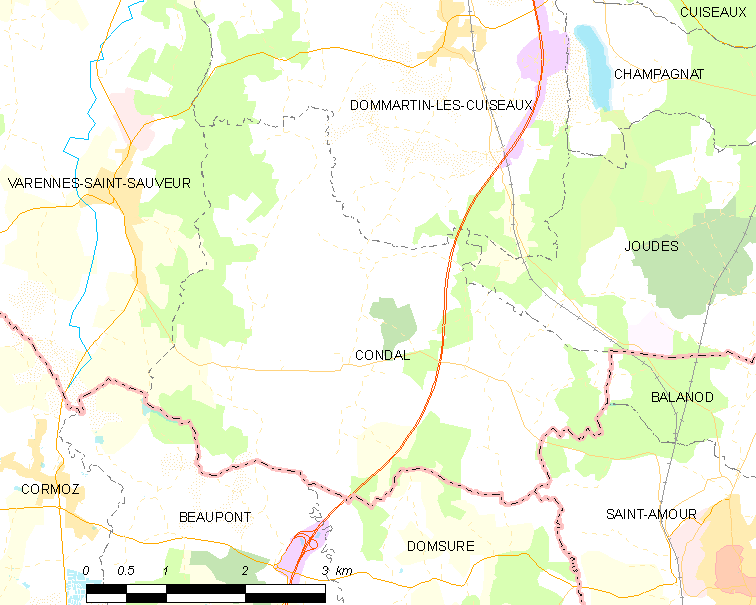
孔达勒的OSM定位图

孔达勒的时区为UTC+01:00、UTC+02:00（夏令时）。

## 行政
孔达勒的邮政编码为71480，INSEE市镇编码为71143。

## 政治
孔达勒所属的省级选区为屈索县。

## 人口

1962-2008年间孔达勒人口变化图示

孔达勒于2022年1月1日时的人口数量为460人。